# Zonitis vermiculatus
Zonitis vermiculatus is een keversoort uit de familie van oliekevers (Meloidae). De wetenschappelijke naam van de soort is voor het eerst geldig gepubliceerd in 1905 door Schaeffer.